# Justino (cônsul em 540)
Flávio Mar. Pedro Teodoro Valentino Rustício Boraides Germano Justino (em latim: Flavius Mar. Petrus Theodorus Valentinus Rustitius Boraides Germanus Iustinus; em grego: Φλάβιος Μαρ. Πέτρος Θεόδωρος Βαλεντίνος Ρουστίκιος Βοραΐδης Γερμανός Ιουστίνος),[a] comumente conhecido como Justino (em latim: Iustinus; em grego: Ἰουστίνος; c. 525 – 566), foi um aristocrata e general bizantino do século VI, ativo nos Bálcãs e Oriente durante o reinado de seu tio, o imperador Justiniano (r. 527–565). Era filho do oficial sênior Germano e sua esposa Passara e irmão do general Justiniano.
Justino foi nomeado como um dos últimos cônsules em 540, antes de assumir comandos militares seniores nos Bálcãs e em Lázica. Lutou contra os esclavenos, o Império Sassânida e supervisionou os primeiros contatos do Império Bizantino com os ávaros. Pelo tempo da morte de Justiniano, parecia ser seu provável sucessor, mas foi derrubado do trono por seu primo, Justino II (r. 565–578), que o exilou no Egito, onde foi assassinado.

## Biografia

### Começo da vida e campanhas

Bálcãs no século VI

Justino nasceu por volta do ano 525, e era o filho mais velho de Germano e sua esposa Passara; Germano era primo do imperador Justiniano (r. 527–565) e de seu sucessor, Justino II (r. 565–578). Em 540, ainda muito jovem, Justino foi nomeado cônsul ordinário; é representado como sem barba em seu díptico consular, e é também mencionado como um "homem jovem" por Procópio nove anos depois. Neste ponto, já ostentava o título de homem ilustre e o ofício honorário de conde dos domésticos. No mesmo ano, acompanhou seu pai para o Oriente contra o Império Sassânida, mas não viu nenhuma ação. Em 549, foi instrumental na revelação da conspiração do armênio Artabanes e seus associados para derrubar Justiniano. Os conspiradores tentaram assassinar Justiniano e seu general favorito Belisário para então elevar Germano ao trono. Notificado de seus intenções, Justino informou seu pai, que então falou para o conde dos excubitores Marcelo, levando à prisão dos conspiradores.
Em 550, junto com seu irmão mais novo Justiniano, juntou-se com seu pai numa expedição contra o Reino Ostrogótico, mas Germano morreu subitamente no outono de 550, antes do exército deixar os Bálcãs. Depois disso, Justiniano e o genro de Germano, João, lideraram o exército para Salona (moderna Split, Croácia), onde o eunuco Narses assumiu o comando no final de 551. No começo desse ano, Justino recebeu comando duma força sob o eunuco Escolástico que fez campanha contra um ataque eslavo nos Bálcãs orientais. Os bizantinos foram inicialmente derrotados próximos de Adrianópolis, mas lograram vitória, após a qual os esclavenos deixaram o país. No começo de 552, Justino e Justiniano foram colocados como chefes de outra expedição contra uma ataque eslavo na Ilíria, mas as forças deles eram pequenas demais para confrontar os invasores diretamente. Apesar disso, os irmãos contentaram-se em assediá-los. Logo depois, foram enviados para o norte para ajudar os lombardos contra os gépidas juntamente com Arácio, Suartuas e Amalafredo, mas os bizantinos foram detidos de avançar muito ao norte pela necessidade de sufocar conflitos religiosos na cidade de Ulpiana.

### Alto comando em Lázica e no Danúbio

Reino de Lázica

Em 554, agora com experiência em assuntos militares, foi enviado para Lázica para se juntar às tropas bizantinas sob Bessas, Buzes e Martinho. Seu primeiro encontro com os persas foi fracassado. Junto com Bessas, Justino e suas tropas estavam acampados na planície de Citropólia, próximo da fortaleza estrategicamente importante de Télefis, que foi mantida por Martinho. O general persa Mermeroes, contudo, conseguiu desalojá-lo da fortaleza, e Martinho fugiu para junto dos outros em Citropólia. Lá, o exército bizantino, muito lento para assumir posição, foi forçado a fugir em desordem diante do avanço persa, recuando ao longo do rio Fásis à ilha fortificada de Neso. No rescaldo do desastre, Bessas foi demitido de seu posto de mestre dos soldados da Armênia e foi sucedido por Martinho com Justino como segundo comandante. Justino era ignorante da intenção de Martinho de assassinar o aliados deles, o rei laze Gubazes II; quando soube da ação, ficou chocado, mas não repreendeu Martinho porque acreditava - erroneamente - que a morte tinha sido realizada sob as ordens do imperador Justiniano.
Os bizantinos então lançaram um ataque no forte persa de Onoguris, mas foram forçados a abandoná-lo no momento da chegada duma inesperada força de socorro persa sob Nacoragano. Na primavera de 556, Justino estava com o resto das forças bizantinas em Neso, quando Nacoragano invadiu Lázica ocidental para capturar a cidade de Fásis. Os bizantinos partiram apressadamente à cidade, conseguindo alcançá-la antes do exército persa e então passaram a defendê-la durante um cerco prolongado. Após este sucesso, no começo de 556, Justino retornou para Neso para guardá-la junto com Buzes, enquanto o resto do exército marchou contra os misimianos, uma tribo que havia recentemente se aliado com os persas e matado o general Soterico. A única atividade de Justino durante este tempo foi despachar um de seus oficiais, Elminzur, para capturar Rodópolis (moderna Vardistziche) com dois mil cavaleiros. No ano seguinte, uma trégua geral foi acordada, sendo finalizada com tratado de paz em 562.

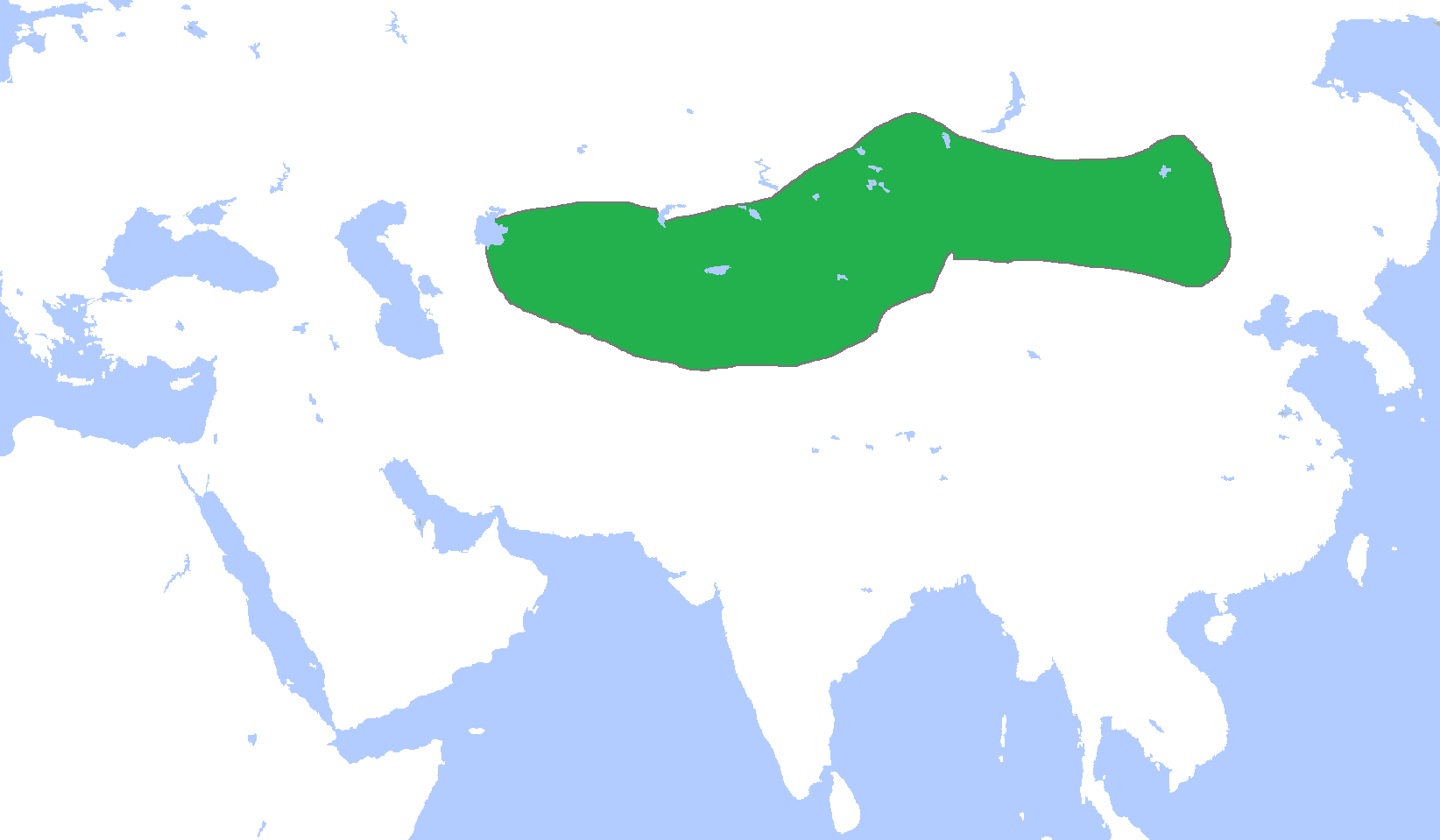
Mapa do Primeiro Grão-Canato Turco (goturcos) no século VI. A expansão destes povos túrquicos acarretou a migração dos ávaros da Ásia Central em direção à Europa e mais pressão à fronteira bizantina no Danúbio. Outros grupos, como os cutrigures, também foram empurrados pelo mesmo motivo.

Logo após, uma investigação imperial sobre a morte de Gubazes trouxe à luz a culpabilidade de Martinho. Seus sucessos militares pouparam sua vida, mas isto custou-lhe o comando do exército; foi substituído como mestre dos soldados da Armênia por Justino na primavera de 557. Foi nessa capacidade que, no fim do ano, foi notificado pelo rei dos alanos Saroes que os ávaros pretendiam enviar ao Império Bizantino sua primeira embaixada, que foi recebida por ele. Os ávaros, que haviam fugido de suas terras ancestrais na Ásia Central diante da ascensão dos goturcos, solicitaram proteção imperial e terras para se assentarem. Justino os encaminhou para Constantinopla, onde chegaram em dezembro. Por ordem de Justiniano, afastaram-se do império e dirigiram-se às planícies da Ucrânia, derrotando inimigo atrás de inimigo e eventualmente alcançando a margem nordeste do Danúbio em 561-562.
Lá novamente encontraram Justino, que havia acabado de ser transferido ao comando do Questorado do exército que cobria as fronteiras inferiores do Danúbio (a Fronteira da Mésia). Neste momento, os ávaros exigiram ser instalados no território imperial na Cítia Menor, cujas defesas haviam sido devastadas pela invasão cutrigur liderada por Zabergano. Aqui, Justino teve papel crucial e ganhou grande fama, através do conhecimento das intenção dos ávaros e do alerta a Justiniano. Consequentemente, a embaixada ávara para Constantinopla foi detida enquanto as defesas bizantinas foram colocadas em ordem. Com Justino atento sobre o Danúbio, os ávaros se contentaram com o subsídio anual pago pelo império, e deixaram-no em paz por alguns anos.

### Exílio e morte

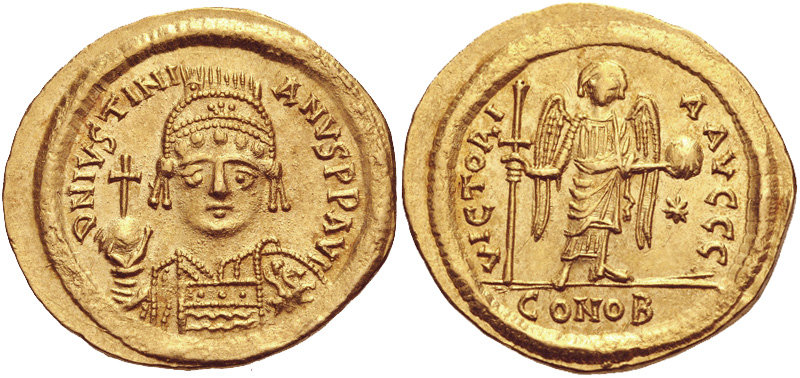
Soldo de Justiniano r.

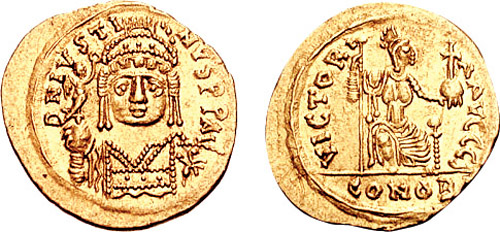
Soldo de Justino II r.

Pelo tempo da morte do imperador Justiniano em 565, devido a seus títulos e sua reputação como comandante, bem como a proximidade de seu exército com a capital imperial, Justino era o mais cotado para o trono vago, junto com seu primo Justino, o curopalata. Este último, contudo, já estava presente em Constantinopla, e pôde contar com o apoio do senado, e especialmente do patriarca João Escolástico e do conde dos excubitores Tibério (o futuro Tibério II (r. 574–582)), a quem havia ajudado a manter o posto. Assim, Justino foi rapidamente elevado ao trono no mesmo dia que Justiniano morreu. De acordo com o contemporâneo Evágrio Escolástico, os dois Justinos haviam chegado a um acordo segundo o qual quem fosse coroado imperador faria o outro o "segundo homem" do império.
Quando Justino II chamou seu primo para Constantinopla, parecia que esta era a razão. O general foi inicialmente recebido calorosamente, mas logo o novo imperador começou a fazer-lhe acusações, demitiu seus guarda-costas e o colocou em prisão domiciliar, antes de enviá-lo para exílio em Alexandria, aparentemente como o novo prefeito augustal do Egito. Lá, foi assassinado enquanto dormia, provavelmente porque estava conspirando para tomar o trono, e sua cabeça foi arrancada e levada para Constantinopla. Na realidade, era uma grande ameaça para o novo imperador para ser deixado vivo; o cronista visigodo João de Biclaro explicitamente atribui o assassinado à esposa de Justino II, a imperatriz Sofia.